# 陳浩基
陳浩基（1975年— ），香港推理小說、科幻小說作家，第7屆台灣推理作家協會徵文獎首獎得主，為台灣推理作家協會國際成員，多數作品皆在台灣進行首次出版。

## 經歷
六歲時看了橫溝正史小說《八墓村》改編的電影，曾誤以為「推理」等於「恐怖」，也以為金田一耕助和演員渥美清一樣醜。
香港中文大學計算機科學系畢業後，陳浩基在資訊和遊戲產業工作。喜歡的作家有柯南.道爾、盧布朗、横溝正史、京極夏彦、清涼院流水、石田衣良等。
2008年以童話推理作品〈傑克魔豆殺人事件〉入圍第六屆「台灣推理作家協會徵文獎」決選，但評審之一的景翔認為本作「是一篇翻譯作品，而非作者本身的創作」，陳浩基多次回信為自己辯護。
2009年，以〈藍鬍子的密室〉、〈窺伺藍色的藍〉兩作同時入圍第七屆「台灣推理作家協會徵文獎」決選，並以前者贏得首獎。
2009年，推理小說《合理推論》獲得「可米瑞智百萬電影小說獎」第三名，並以科幻短篇〈時間就是金錢〉獲得第十屆「倪匡科幻獎」三獎。
2011年，他再以《遺忘．刑警》榮獲第二屆「島田莊司推理小說獎」首獎。
2014年，出版長達 28 萬字的推理小說短篇連作集《13·67》，以兩位刑警師徒為主角，描繪1967年到2013年的香港社會變遷。本作創下陳浩基生涯高峰，不但榮獲2015年台北國際書展大獎、成為首位獲此殊榮的香港作家，並由知名版權代理人譚光磊操作，售出美、英、法、加、義、荷、韓等多國版權，且即將改編拍成電影，堪稱華文推理小說的新高點。
2017年，《13·67》日文版上市，登上日本週刊文春推理小說 Best 10海外部門第一名，為該榜 41 年來首位入選的亞洲作家。同時也獲得本格推理小說 Best 10第一名，創下「雙料冠軍」的紀錄。

## 文學觀點
- 對於身為香港人卻在台灣文壇發跡這件事，曾自評「一個香港人在台灣得獎沒甚麼特別，特別之處在於一個香港人可以在台灣建立整個寫作事業。」他也曾經感嘆，香港社會氣氛太過講求回報效率，出版業也不例外。「我一直都反對将噱頭作為行銷手段。」當作品無法快速回本，纵然作者親自送上出版社也沒人理會。[5]
- 被問到香港是否有推理小說，曾表示香港其實是有推理小說的，只是不曾浮上檯面：「這大概由於，台灣那邊更願意投資在新人身上吧。香港其實有推理小說，不過很少，沒有太多人知道，難以推廣。」[6]
- 他從小便深受推理小說吸引：「我覺得其吸引之處，乃因人有好奇心。愈有好奇心，愈想掘真相——這是人的本性。」他亦深感生活與推理息息相關：「推理和生活一定是有關係的。簡單來說，假設有個老公想要哄老婆開心，就自然要像推理小說，去想出一個詭計吧。又或你上班，發覺上司要辭職，那你自然也會推理是誰升職呢？因為人有好奇心，當一件事發生了，自然想知道原因。當你追求原因，這自然就是推理。而推理小說不過是將這想法、可能性推到極致。」[6]
- 對於推理小說的文學性或娛樂性，曾表示：「我覺得推理小說，最應該要做到娛樂性。當中要有意外性，或者令你感到過癮、開心、愉快的元素。但文學作品，未必有這樣的東西：讀者未必會因追求滿足而去看文學作品，所以我覺得流行文學和純文學之間是有分別的。如我寫推理小說，我會否追求社會性呢，我會的，但首要還是娛樂性，要過癮。」[6]

## 作品列表

### 單行本

#### 長篇小說
- 倖存者 （明日工作室、2011年5月）
- 魔蟲人間 （明日工作室、2011年9月；奇幻基地、2023年2月）
- 遺忘・刑警 （皇冠文化、2011年9月；【10週年紀念全新修訂版】皇冠文化、2021年12月）
- 大魔法搜查線 1 （明日工作室、2012年6月）
- 大魔法搜查線 2 最終回 （明日工作室、2012年7月）
- 網內人[7]（皇冠文化、2017年7月）
- 山羊獰笑的剎那 （皇冠文化、2018年3月）
- 隱蔽嫌疑人（皇冠文化、2024年1月）

#### 短篇連作集
- 氣球人 （明日工作室、2011年7月；奇幻基地、2020年4月）
  - 氣球人（奇幻基地版新增）
  - 這樣的一個麻煩
  - 十面埋伏
  - 傅科擺（奇幻基地版新增）
  - 遠在咫尺（奇幻基地版新增）
  - 謀情害命
  - Shall We Talk（奇幻基地版新增）
  - 最後派對
  - 與你常在（奇幻基地版新增）
- 13·67 （皇冠文化、2014年6月；皇冠出版(香港)、2018年7月）
  - 黑與白之間的真實
  - 囚徒道義
  - 最長的一日
  - 泰美斯的天秤
  - Borrowed Place
  - Borrowed Time
- 魔笛：童話推理事件簿 （皇冠文化、2020年8月）
  - 傑克魔豆殺人事件
  - 藍鬍子的密室
  - 哈梅林魔笛兒童誘拐事件

#### 短篇合集
- 第歐根尼變奏曲 （台版：皇冠文化；港版：格子盒作室、2019年1月）
  - 窺伺藍色的藍
  - 聖誕老人謀殺案
  - 頭頂
  - 時間就是金錢
  - 習作．一
  - 作家出道殺人事件
  - 必要的沉默
  - 今年的跨年夜，特別冷
  - 加拉星第九號事件
  - Ellie, My Love
  - 習作．二
  - 咖啡與香煙
  - 姊妹
  - 惡魔黨殺（怪）人事件
  - 靈視
  - 習作．三
  - 隱身的X

### 合著
各項僅列出陳浩基所著篇名
- S.T.E.P. （皇冠文化、2015年3月） - 與寵物先生合著
  - SA.BO.TA.GE.
  - E PLURIBUS UNUM
- 偵探冰室：香港推理小說合集 （星夜出版、2019年7月 蓋亞文化、2020年2月） - 與譚劍、文善、黑貓C、望日、冒業合著
  - 二樓書店
- 筷：怪談競演奇物語 （獨步文化、2020年2月） - 與三津田信三、薛西斯、夜透紫、瀟湘神合著
  - 亥豕魯魚
- 偵探冰室．靈 （星夜出版、2020年7月；蓋亞文化、2020年9月） - 與譚劍、莫理斯、黑貓C、望日、冒業合著
  - 陰陽盲
- 島田莊司日華推理小說選集（講談社、2021年3月） - 與島田莊司、知念實希人、陸秋槎、林千早、石黑順子、小野家由佳合著
  - Jörmungandr 耶夢佳得（刊載時原文：ヨルムンガンド）
- 偵探冰室．疫 （星夜出版、2021年7月） - 與譚劍、文善、莫理斯、黑貓C、望日、冒業合著
  - 疫下都市異聞．怪鄰
  - 疫下都市異聞：雙屍
- 偵探冰室．貓 （蓋亞文化、2022年10月） - 與譚劍、莫理斯、黑貓C、夜透紫、柏菲思、望日合著
  - 貓狩
- 故事的那時此刻（台灣推理作家協會徵文獎首獎得主作品集）[8]（博識圖書、2022年11月） - 與哲儀、寵物先生、天地無限、四維宗、王少杰、柳豫、宋杰、王元、會拍動、冒業合著
  - 密室的藍鬍子
- 偵探冰室．食 （星夜出版、2023年7月；蓋亞文化、2023年12月）
  - 手足

### 雜誌收錄短篇
- 「傑克魔豆殺人事件」 - 收錄於『魔鬼交易』（明日工作室、2008年3月）
- 「藍鬍子的密室」 - 收錄於『『神的微笑』（明日工作室、2009年3月）
- 「窺伺藍色的藍」 - 收錄於『『神的微笑』（明日工作室、2009年3月）
- 「物理學家的夢魘」 - 收錄於『『闇黑密使』（明日工作室、2009年7月）
- 「隠身的X」 - 收錄於『『九曲堂』創刊号（同人誌、2011年2月）、『歳月・推理』2012年10月銀版
- 「時間就是金錢」 - 收錄於『死亡考試：倪匡科幻獎作品集4』（貓頭鷹、2011年3月）
- 「氣球人」 - 收錄於『異能者』（明日工作室、2011年6月）
- 「肚臍」 - 收錄於『鬼門關』（明日工作室、2011年8月）
- 「作家出道殺人事件」 - 收錄於『『台灣推理作家協會會訊2011』（台灣推理作家協會、2011年5月）、『歳月・推理』2012年11月銀版
- 「加拉星第九號事件」 - 收錄於『台灣推理作家協會會訊2012』（台灣推理作家協會、2012年8月）、『歳月・推理』2013年1月銀版、『歧路島』創刊号（台灣推理作家協會、2014年5月）
- 「床板上的殺意」 - 收錄於『歳月・推理』2012年10月銀版。與陳嘉振、文善等人的接力作品
- 「聖誕老人謀殺案」 - 收錄於『歳月・推理』2012年12月銀版
- 「惡魔黨殺（怪）人事件」 - 收錄於『歳月・推理』2013年6月銀版
- 「Jörmungandr 耶夢加得」 - 收錄於《PUZZLE vol.1》2024年2月（中文版首度公開）

## 作品改編
- 隱身的X：2021年，舞台劇，香港劇團「劇場空間」製作[9]
- 13·67：2022年首演，2023年重演，舞台劇，胡恩威導演，香港進念二十面體製作[10][11]
- 網內人：2023年，韓劇，金知雲導演，籌備中[12][13]

## 外部連結
- 台灣推理夢工廠 （页面存档备份，存于）
- 誠品站 - 台灣推理作家協會 （页面存档备份，存于）